# Avensa
Pour les articles homonymes, voir AVE.
Avensa, (en espagnol : Aerovias Venezolanas SA) d'où l'acronyme, (code AITA : VE, code OACI : AVE) était la compagnie aérienne nationale du Venezuela. 

## Historique
Avensa fut créée le 13 mai 1943 par un groupe d'hommes d'affaires de Caracas, Pan American Airways participant au capital à hauteur de 30 %. L'exploitation débuta en décembre 1943 par des vols cargo au moyen de trimoteurs Ford entre Bogota et les champs pétroliers à l'est du pays. Les premiers vols passagers eurent lieu en mai 1944, mais il faudra attendre juin 1955 pour les premières liaisons internationales.
Après avoir racheté à Pan Am ses parts de capital en avril 1976, le gouvernement vénézuélien réorganisa le transport aérien en 1961, transférant les lignes aériennes internationales exploitées par Avensa et Linea Aeropostal Venezolana (LAV) à une nouvelle entité, Viasa, Avensa détenant 45 % du capital de la nouvelle compagnie. Contrainte de réorganiser son exploitation à l'intérieur du seul Venezuela, Avensa exploitait cinq Douglas DC-9 et dix Convair 340/580 début 1978. Ces derniers laissèrent la place à des Boeing 727 au début des années 1980.
Déjà en difficulté financière, Avensa reprit à son compte les lignes aériennes de Viasa en 1997, avant d'être contrainte au dépôt de bilan en 2002.
En théorie Avensa existe toujours, mais les informations la concernant sont difficiles à obtenir sur son statut réel et un seul appareil reste en activité, un bimoteur Embraer EMB-120 Brasilia desservant la ligne Caracas-Mérida

## Flotte
- Embraer 120
- Douglas DC3
- Douglas DC9-30-50
- Boeing 727
- Boeing 737
- Boeing 757-200
- King 90
- DC-10-30